# Everton Football Club 2020-2021 (femminile)
Questa voce raccoglie le informazioni riguardanti la sezione femminile dell'Everton Football Club nelle competizioni ufficiali della stagione 2020-2021.

## Stagione
Il campionato di FA Women's Super League è stato concluso al quinto posto con 32 punti conquistati, frutto di 9 vittorie, 5 pareggi e 8 sconfitte. In Women's FA Cup la squadra, che era partita dal quarto turno, è stata eliminata al quinto turno, dopo la sconfitta contro il Chelsea. In FA Women's League Cup la squadra non ha superato la fase a gruppi, nonostante la seconda posizione in classifica nel gruppo C; infatti, era ammessa al turno successivo solo la migliore delle seconde classificate.

## Maglie e sponsor
Le tenute di gioco solo le stesse adottate dall'Everton maschile.
| Casa | Trasferta | Terza divisa |

## Rosa
| N. |                             | Ruolo | Calciatrice            |
| -- | --------------------------- | ----- | ---------------------- |
| 1  | Inghilterra (bandiera)      | P     | Sandy MacIver          |
| 2  | Norvegia (bandiera)         | D     | Ingrid Moe Wold        |
| 3  | Inghilterra (bandiera)      | D     | Danielle Turner        |
| 4  | Danimarca (bandiera)        | D     | Rikke Sevecke          |
| 6  | Inghilterra (bandiera)      | D     | Gabrielle George       |
| 7  | Inghilterra (bandiera)      | A     | Chantelle Boye-Hlorkah |
| 8  | Inghilterra (bandiera)      | C     | Isobel Christiansen    |
| 9  | Svizzera (bandiera)         | C     | Alisha Lehmann         |
| 10 | Irlanda del Nord (bandiera) | A     | Simone Magill          |
| 11 | Scozia (bandiera)           | A     | Claire Emslie          |
| 12 | Spagna (bandiera)           | C     | Damaris Egurrola       |
| 13 | Inghilterra (bandiera)      | C     | Abbey-Leigh Stringer   |

| N. |                        | Ruolo | Calciatrice            |
| -- | ---------------------- | ----- | ---------------------- |
| 14 | Danimarca (bandiera)   | A     | Nicoline Sørensen      |
| 15 | Inghilterra (bandiera) | C     | Molly Pike             |
| 16 | Australia (bandiera)   | A     | Hayley Raso            |
| 17 | Scozia (bandiera)      | C     | Lucy Graham (capitano) |
| 18 | Inghilterra (bandiera) | C     | Jill Scott             |
| 19 | Francia (bandiera)     | A     | Valérie Gauvin         |
| 20 | Inghilterra (bandiera) | C     | Megan Finnigan         |
| 21 | Francia (bandiera)     | C     | Maéva Clémaron         |
| 23 | Finlandia (bandiera)   | P     | Tinja-Riikka Korpela   |
| 26 | Inghilterra (bandiera) | C     | Grace Clinton          |
| 30 | Inghilterra (bandiera) | D     | Poppy Pattinson        |

## Calciomercato

### Sessione estiva
| Acquisti | Acquisti          | Acquisti        | Acquisti      |
| R.       | Nome              | da              | Modalità      |
| -------- | ----------------- | --------------- | ------------- |
| D        | Georgia Brougham  | Birmingham City | fine prestito |
| D        | Ingrid Moe Wold   | Madrid CFF      | [ 5 ]         |
| D        | Poppy Pattinson   | Bristol City    | [ 6 ]         |
| D        | Rikke Sevecke     | Fleury          | [ 7 ]         |
| C        | Damaris Egurrola  | Athletic Bilbao | [ 8 ]         |
| A        | Claire Emslie     | Orlando Pride   | prestito      |
| A        | Valérie Gauvin    | Montpellier     | [ 10 ]        |
| A        | Nicoline Sørensen | Brøndby         | [ 11 ]        |

| Cessioni | Cessioni         | Cessioni         | Cessioni      |
| R.       | Nome             | a                | Modalità      |
| -------- | ---------------- | ---------------- | ------------- |
| P        | Kirstie Levell   | Leicester City   | [ 12 ]        |
| D        | Georgia Brougham | Birmingham City  | prestito      |
| D        | Hannah Coan      | Sheffield Utd    | prestito      |
| D        | Taylor Hinds     | Liverpool        | [ 15 ]        |
| D        | Esme Morgan      | Manchester City  | fine prestito |
| D        | Kika van Es      | Twente           | [ 16 ]        |
| C        | Emma Doyle       | Blackburn Rovers | [ 17 ]        |
| C        | Inessa Kaagman   | Brighton & Hove  | [ 18 ]        |
| A        | Hannah Cain      | Leicester City   | [ 19 ]        |
| A        | Elise Hughes     | Blackburn Rovers | prestito      |
| A        | Chloe Kelly      | Manchester City  | [ 21 ]        |

### Sessione invernale
| Acquisti | Acquisti       | Acquisti        | Acquisti      |
| R.       | Nome           | da              | Modalità      |
| -------- | -------------- | --------------- | ------------- |
| D        | Hannah Coan    | Sheffield Utd   | fine prestito |
| C        | Jill Scott     | Manchester City | prestito      |
| A        | Claire Emslie  | Orlando Pride   | [ 23 ]        |
| A        | Alisha Lehmann | West Ham        | prestito      |

| Cessioni | Cessioni         | Cessioni         | Cessioni |
| R.       | Nome             | a                | Modalità |
| -------- | ---------------- | ---------------- | -------- |
| D        | Hannah Coan      | Blackburn Rovers | prestito |
| C        | Damaris Egurrola | Olympique Lione  | [ 26 ]   |
| C        | Molly Pike       | Bristol City     | prestito |

## Risultati

### FA Women's Super League

#### Girone di andata
| Arbitro: | Johnson |

|  |           |                                             |
|  | Marcatori | 7’ Magill 19’, 62’ (rig.) Graham 90’ Gauvin |

| Arbitro: | Mason-Ellis |

|                  |           |  |
| Christiansen 51’ | Marcatori |  |

| Arbitro: | Dowle |

|  |           |                                                           |
|  | Marcatori | 21’, 24’ Raso 28’, 53’ Emslie 40’ Gauvin 51’ Boye-Hlorkah |

| Arbitro: | Duckworth |

|                               |           |          |
| Sørensen 8’ Graham 71’, 90+2’ | Marcatori | 24’ Dali |

| Arbitro: | Oliver |

|                             |           |                              |
| Christiansen 28’ Gauvin 71’ | Marcatori | 9’ (aut.) Sevecke 78’ Whelan |

| Arbitro: | Byrne |

|                                      |           |  |
| Ji 18’ England 73’, 76’ Harder 90+7’ | Marcatori |  |

| Arbitro: | Heaslip |

|            |           |             |
| Magill 39’ | Marcatori | 42’ Harding |

| Arbitro: | Pearson |

|  |           |                                   |
|  | Marcatori | 25’ White 26’ Bonner 45+2’ Beckie |

| Arbitro: | Benn |

|  |           |                                             |
|  | Marcatori | 36’ Scott 45’ Lehmann 50’ Emslie 88’ Magill |

| Arbitro: | Conley |

|                                         |           |  |
| Nobbs 4’ Foord 10’ Beattie 61’ Mead 63’ | Marcatori |  |

| Arbitro: | Dowle |

|  |           |                    |
|  | Marcatori | 9’ Toone 42’ Press |

#### Girone di ritorno
| Arbitro: | Hattersley |

|                                              |           |  |
| Christiansen 4’, 58’ Magill 38’ Finnigan 64’ | Marcatori |  |

| Arbitro: | Byrne |

|                         |           |                                        |
| Addison 35’ Davison 57’ | Marcatori | 8’ (rig.), 18’ (rig.) Gauvin 61’ Scott |

| Arbitro: | Benn |

|            |           |            |
| Turner 22’ | Marcatori | 34’ Napier |

| Arbitro: | Pearson |

|          |           |              |
| Rowe 34’ | Marcatori | 77’ Sørensen |

| Arbitro: | Garratt |

|           |           |  |
| Walsh 81’ | Marcatori |  |

| Arbitro: | Heaslip |

|  |           |                                  |
|  | Marcatori | 14’ Kirby 60’ Harder 79’ Leupolz |

| Arbitro: | Hattersley |

|  |           |                                                       |
|  | Marcatori | 24’ (rig.) Christiansen 25’, 48’, 79’ Raso 64’ Magill |

| Arbitro: | Pearson |

|                                               |           |            |
| Graham 38’ Christiansen 64’ (rig.) Magill 81’ | Marcatori | 90’ Arthur |

| Dagenham 25 aprile 2021, ore 15:00 UTC+1 20ª giornata | West Ham | 0 – 0 referto | Everton | Victoria Road\| Arbitro: \| Conley \| |
| Arbitro:                                              | Conley   |               |         |                                       |

| Arbitro: | Benn |

|              |           |                         |
| Finnigan 74’ | Marcatori | 22’ McCabe 90+4’ Little |

| Arbitro: | Saunders |

|                     |           |  |
| Toone 6’ Hanson 89’ | Marcatori |  |

### Women's FA Cup
| Liverpool 18 aprile 2021, ore 14:00 UTC+1 Quarto turno                    | Everton   | 2 – 1 referto | Durham | Walton Hall Park |
| \| \| \| \| \| Pattinson 51’ Sørensen 90+1’ \| Marcatori \| 46’ Sharpe \| |           |               |        |                  |
|                                                                           |           |               |        |                  |
| Pattinson 51’ Sørensen 90+1’                                              | Marcatori | 46’ Sharpe    |        |                  |

| Arbitro: | Dowle |

|                                |           |  |
| Reiten 29’ Kerr 77’ Spence 86’ | Marcatori |  |

### FA Women's League Cup
| Arbitro: | Mather |

|                                  |           |            |
| Lavelle 51’ Kelly 76’ Park 90+2’ | Marcatori | 20’ Turner |

| Arbitro: | Duckworth |

|            |           |  |
| Graham 74’ | Marcatori |  |

| Liverpool 18 novembre 2020, ore 19:00 UTC+0 Gruppo C - 3ª giornata | Everton   | 1 – 0 referto | Liverpool | Walton Hall Park |
| \| \| \| \| \| Christiansen 6’ \| Marcatori \| \|                  |           |               |           |                  |
|                                                                    |           |               |           |                  |
| Christiansen 6’                                                    | Marcatori |               |           |                  |

## Statistiche

### Statistiche di squadra
| Competizione            | Punti | In casa | In casa | In casa | In casa | In casa | In casa | In trasferta | In trasferta | In trasferta | In trasferta | In trasferta | In trasferta | Totale | Totale | Totale | Totale | Totale | Totale | DR |
| Competizione            | Punti | G       | V       | N       | P       | Gf      | Gs      | G            | V            | N            | P            | Gf           | Gs           | G      | V      | N      | P      | Gf     | Gs     | DR |
| ----------------------- | ----- | ------- | ------- | ------- | ------- | ------- | ------- | ------------ | ------------ | ------------ | ------------ | ------------ | ------------ | ------ | ------ | ------ | ------ | ------ | ------ | -- |
| FA Women's Super League | 32    | 11      | 4       | 3       | 4       | 16      | 16      | 11           | 5            | 2            | 4            | 23           | 14           | 22     | 9      | 5      | 8      | 39     | 30     | +9 |
| Women's FA Cup          | -     | 2       | 2       | 0       | 0       | 3       | 1       | 2            | 2            | 0            | 0            | 8            | 0            | 5      | 4      | 0      | 1      | 12     | 4      | +8 |
| FA Women's League Cup   | -     | 2       | 0       | 0       | 2       | 1       | 7       | 2            | 1            | 0            | 1            | 4            | 1            | 4      | 1      | 0      | 3      | 5      | 8      | -3 |
| Totale                  | -     | 11      | 4       | 3       | 4       | 16      | 16      | 11           | 5            | 2            | 4            | 23           | 14           | 22     | 9      | 5      | 8      | 39     | 30     | +9 |

### Andamento in campionato
| Giornata  | 1 | 2 | 3 | 4 | 5 | 6 | 7 | 8 | 9 | 10 | 11 | 12 | 13 | 14 | 15 | 16 | 17 | 18 | 19 | 20 | 21 | 22 |
| --------- | - | - | - | - | - | - | - | - | - | -- | -- | -- | -- | -- | -- | -- | -- | -- | -- | -- | -- | -- |
| Luogo     | T | C | T | C | C | T | C | C | T | T  | C  | C  | T  | C  | T  | T  | C  | T  | C  | T  | C  | T  |
| Risultato | V | V | V | V | N | P | N | P | V | P  | P  | V  | V  | N  | N  | P  | P  | V  | V  | N  | P  | P  |
| Posizione | 1 | 1 | 1 | 1 | 2 | 3 | 3 | 5 | 5 | 5  | 5  | 5  | 5  | 5  | 5  | 5  | 5  | 5  | 5  | 5  | 5  | 5  |

Legenda:

Luogo: C = Casa; T = Trasferta. Risultato: V = Vittoria; N = Pareggio; P = Sconfitta.

### Statistiche delle giocatrici
| Giocatore       | FA Women's Super League | FA Women's Super League | FA Women's Super League | FA Women's Super League | Women's FA Cup | Women's FA Cup | Women's FA Cup | Women's FA Cup | FA Women's League Cup | FA Women's League Cup | FA Women's League Cup | FA Women's League Cup | Totale   | Totale | Totale      | Totale     |
| Giocatore       | Presenze                | Reti                    | Ammonizioni             | Espulsioni              | Presenze       | Reti           | Ammonizioni    | Espulsioni     | Presenze              | Reti                  | Ammonizioni           | Espulsioni            | Presenze | Reti   | Ammonizioni | Espulsioni |
| --------------- | ----------------------- | ----------------------- | ----------------------- | ----------------------- | -------------- | -------------- | -------------- | -------------- | --------------------- | --------------------- | --------------------- | --------------------- | -------- | ------ | ----------- | ---------- |
| C. Boye-Hlorkah | 10                      | 1                       | 0                       | 0                       | 2              | 0              | 0              | 0              | 3                     | 0                     | 0                     | 0                     | 15       | 1      | 0           | 0          |
| I. Christiansen | 22                      | 6                       | 2                       | 0                       | 2              | 0              | 0              | 0              | 3                     | 0                     | 0                     | 0                     | 27       | 6      | 2           | 0          |
| M. Clémaron     | 9                       | 0                       | 3                       | 0                       | 0              | 0              | 0              | 0              | 2                     | 0                     | 0                     | 0                     | 11       | 0      | 3           | 0          |
| G. Clinton      | 6                       | 0                       | 0                       | 0                       | 1              | 0              | 0              | 0              | 2                     | 0                     | 0                     | 0                     | 9        | 0      | 0           | 0          |
| D. Egurrola     | 6                       | 0                       | 0                       | 0                       | -              | -              | -              | -              | 3                     | 0                     | 0                     | 0                     | 9        | 0      | 0           | 0          |
| C. Emslie       | 7                       | 2                       | 1                       | 0                       | 2              | 0              | 0              | 0              | 1                     | 0                     | 0                     | 0                     | 10       | 2      | 1           | 0          |
| M. Finnigan     | 22                      | 2                       | 4                       | 0                       | 2              | 0              | 0              | 0              | 3                     | 0                     | 0                     | 0                     | 27       | 2      | 4           | 0          |
| V. Gauvin       | 15                      | 5                       | 0                       | 0                       | 1              | 0              | 0              | 0              | 1                     | 0                     | 0                     | 0                     | 17       | 5      | 0           | 0          |
| G. George       | 7                       | 0                       | 0                       | 0                       | 2              | 0              | 0              | 0              | -                     | -                     | -                     | -                     | 9        | 0      | 0           | 0          |
| L. Graham       | 19                      | 5                       | 0                       | 0                       | 2              | 0              | 0              | 0              | 3                     | 0                     | 0                     | 0                     | 24       | 5      | 0           | 0          |
| T.R. Korpela    | 5                       | -5                      | 0                       | 0                       | 0              | 0              | 0              | 0              | 2                     | -3                    | 0                     | 0                     | 7        | -8     | 0           | 0          |
| A. Lehmann      | 8                       | 1                       | 0                       | 0                       | 1              | 0              | 0              | 0              | -                     | -                     | -                     | -                     | 9        | 1      | 0           | 0          |
| S. MacIver      | 18                      | -25                     | 1                       | 0                       | 2              | -4             | 0              | 0              | 1                     | 0                     | 0                     | 0                     | 21       | -29    | 1           | 0          |
| S. Magill       | 16                      | 6                       | 1                       | 0                       | 0              | 0              | 0              | 0              | 2                     | 0                     | 0                     | 0                     | 18       | 6      | 1           | 0          |
| I. Moe Wold     | 21                      | 0                       | 1                       | 0                       | 1              | 0              | 0              | 0              | 3                     | 0                     | 0                     | 0                     | 25       | 0      | 1           | 0          |
| P. Pattinson    | 11                      | 0                       | 2                       | 0                       | 2              | 1              | 0              | 0              | 3                     | 0                     | 0                     | 0                     | 16       | 1      | 2           | 0          |
| M. Pike         | 4                       | 0                       | 0                       | 0                       | -              | -              | -              | -              | 2                     | 0                     | 0                     | 0                     | 6        | 0      | 0           | 0          |
| H. Raso         | 22                      | 5                       | 2                       | 0                       | 2              | 0              | 0              | 0              | 2                     | 0                     | 0                     | 0                     | 26       | 5      | 2           | 0          |
| J. Scott        | 11                      | 2                       | 2                       | 0                       | 2              | 0              | 0              | 0              | -                     | -                     | -                     | -                     | 13       | 2      | 2           | 0          |
| R. Sevecke      | 20                      | 0                       | 3                       | 0                       | 1              | 0              | 0              | 0              | 2                     | 0                     | 0                     | 0                     | 23       | 0      | 3           | 0          |
| N. Sørensen     | 22                      | 2                       | 1                       | 0                       | 2              | 1              | 0              | 0              | 3                     | 0                     | 0                     | 0                     | 27       | 3      | 1           | 0          |
| A.L. Stringer   | 14                      | 0                       | 3                       | 0                       | 0              | 0              | 0              | 0              | 3                     | 0                     | 0                     | 0                     | 17       | 0      | 3           | 0          |
| D. Turner       | 14                      | 1                       | 0                       | 0                       | -              | -              | -              | -              | 3                     | 0                     | 0                     | 0                     | 17       | 1      | 0           | 0          |